# 城巴347線
城巴347線是香港一條來往金鐘（西）和香港仔的節日特別巴士路線，主要是中西區和香港仔居民來往薄扶林香港華人基督教聯會薄扶林道墳場掃墓的路線。
此外，根據香港「路線表令」顯示，此路線屬旅遊路線，故不設65歲或以上長者乘車半價優惠。

## 歷史
- 1996年4月4日，投入服務，初時往來西環至香港仔，路線與前中巴77線相同。
- 1998年9月1日，中巴專營權結束後，於同年10月25日（重陽節期間）改由城巴經營，更改編號為347，改為中環渡輪碼頭至香港仔（循環線）
- 2002年10月13日起延長至金鐘。
- 2005年10月9日，調整全程收費至$7.5。
- 2013年4月1日，全程收費由$7.5調整至$7.8，而分段收費則由$5.1調整至$5.3。
- 2018年3月26日：增設實時抵站時間查詢服務。
- 2019年1月20日，全程收費由$7.8調整至$8.4，而分段收費則由$5.3調整至$5.7（實際生效日期為同年3月31日）。
- 2021年4月4日，全程收費由$8.4調整至$9.2，而分段收費則由$5.7調整至$6.2。
- 2022年1月2日，全程收費由$9.2調整至$9.7，而分段收費則由$6.2調整至$6.5（實際生效日期為同年10月4日）。
- 2022年4月，受新型冠狀病毒肺炎疫情影響，2022年清明節期間不設服務。
- 2023年6月18日，全程收費由$9.7調整至$10.4，而分段收費則由$6.5調整至$6.9（實際生效日期為同年10月）。
- 2024年4月4日，往金鐘方向取消域多利道「大口環道」站。

## 服務時間及班次
祇在每年清明節及重陽節當日及清明節之前/後指定星期日提供服務，服務詳情請留意城巴有關新聞稿及乘客通告。

## 收費
全程：$10.4
- 沙宣道往香港仔／碧苑往金鐘（西）：$6.9
- 田灣街往金鐘（西）：$10.4

| - 本線設有12歲以下小童半價優惠，但不設長者半價優惠。 - 12歲以下合資格殘疾兒童使用「殘疾人士身份」個人八達通繳付車資，均可享有每程$2.0或半價（以較低者為準）的票價優惠；12至64歲合資格殘疾人士使用「殘疾人士身份」個人八達通（包括「樂悠咭」），以及60歲或以上香港居民使用「樂悠咭」繳付車資，均可享有每程$2.0或全費（以較低者為準）的票價優惠。 - 12至64歲合資格殘疾人士如不使用「殘疾人士身份」個人八達通，以及60歲或以上長者如不使用「樂悠咭」繳付車資，必須繳付全費。 - 乘客可以現金或八達通於上車時付款，不設找續。 - 每位成人乘客可免費攜帶最多兩名4歲以下而不佔座位的兒童乘客乘車，超額之4歲以下小童必須繳付小童車費乘車。 - 九龍巴士、城巴及龍運巴士全職員工及家屬（不包括外判職員）可免費乘搭本路線，惟必須拍職員或職員家屬八達通。 - 乘客亦可使用AlipayHK「易乘碼」、支付寶、WeChatHK／微信支付「搭車碼」、銀聯雲閃付「乘車碼」及BOC Pay「乘車碼」、具有感應式支付功能的VISA、Mastercard及銀聯卡，以及Apple Pay、Google Pay及Samsung Pay流動支付平台繳付車資。使用此支付方式的乘客可享有中途下車之分段收費，以及與其他城巴獨營路線或聯營線城巴班次之轉乘優惠，惟不適用於與非城巴路線之轉乘優惠。乘客亦不能享有「公共交通費用補貼計劃」及「長者及合資格殘疾人士公共交通票價優惠計劃」。 |

## 行車路線
經：德立街、紅棉路支路、琳寶徑、遮打道、昃臣道、干諾道中、畢打街、康樂廣場、港景街、中環（交易廣場）巴士總站、干諾道中、林士街天橋、干諾道西天橋、城西道、堅彌地城新海旁、山市街、卑路乍街、域多利道、石排灣道、香港仔海傍道、香港仔大道、天橋、香港仔海傍道、石排灣道、域多利道、加多近街、吉席街、堅彌地城海旁、西祥街北、城西道、干諾道西天橋、林士街天橋、民寶街、民耀街、康樂廣場、干諾道中、夏慤道、紅棉路支路、金鐘道、添馬街及德立街。

### 沿線車站

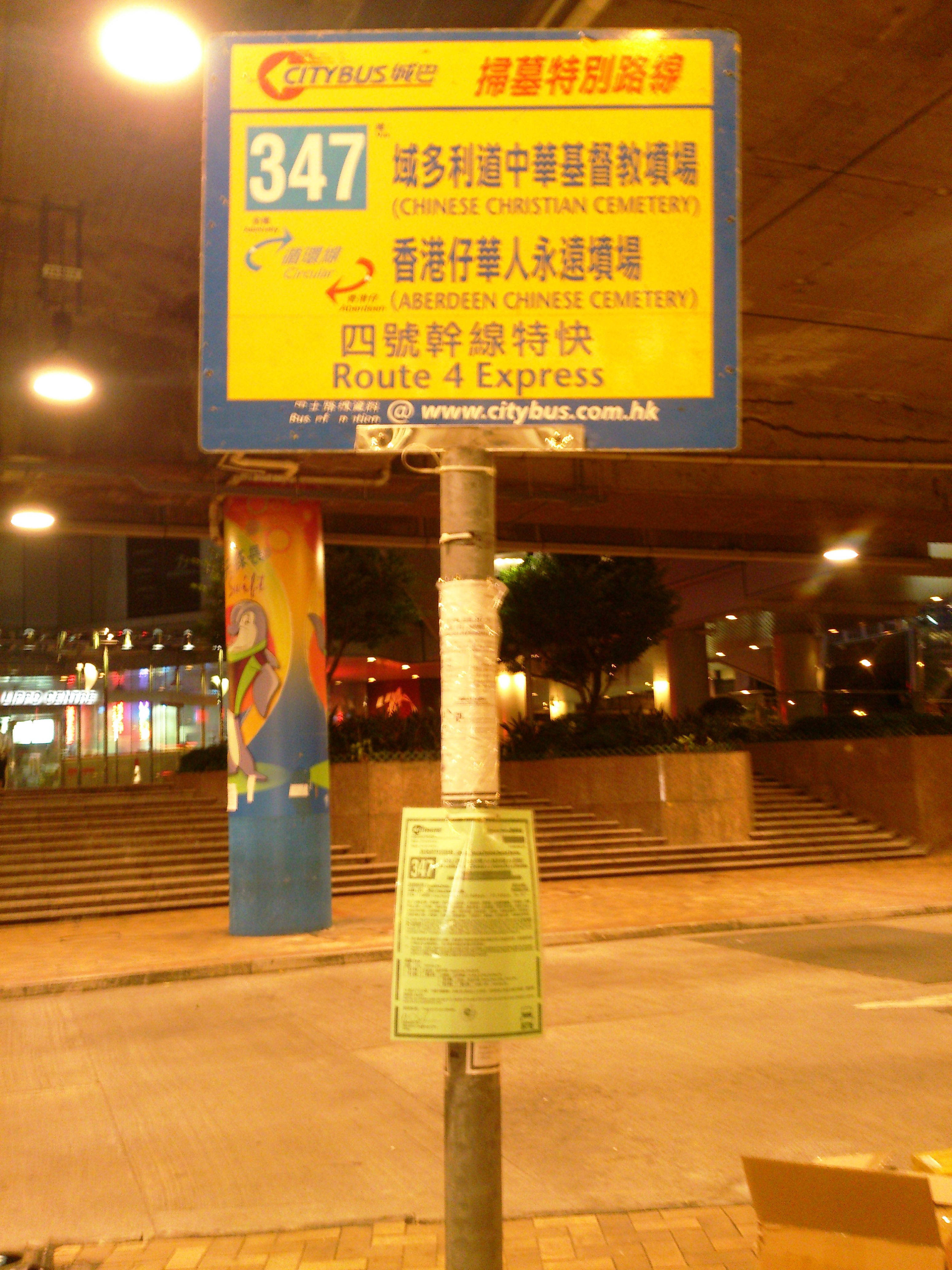
受2014年雨傘運動影響，本線於當年重陽服務日子最終未有使用圖中的金鐘（西）總站作為總站，而是改由港澳碼頭總站經交易廣場總站掉頭返回原線。

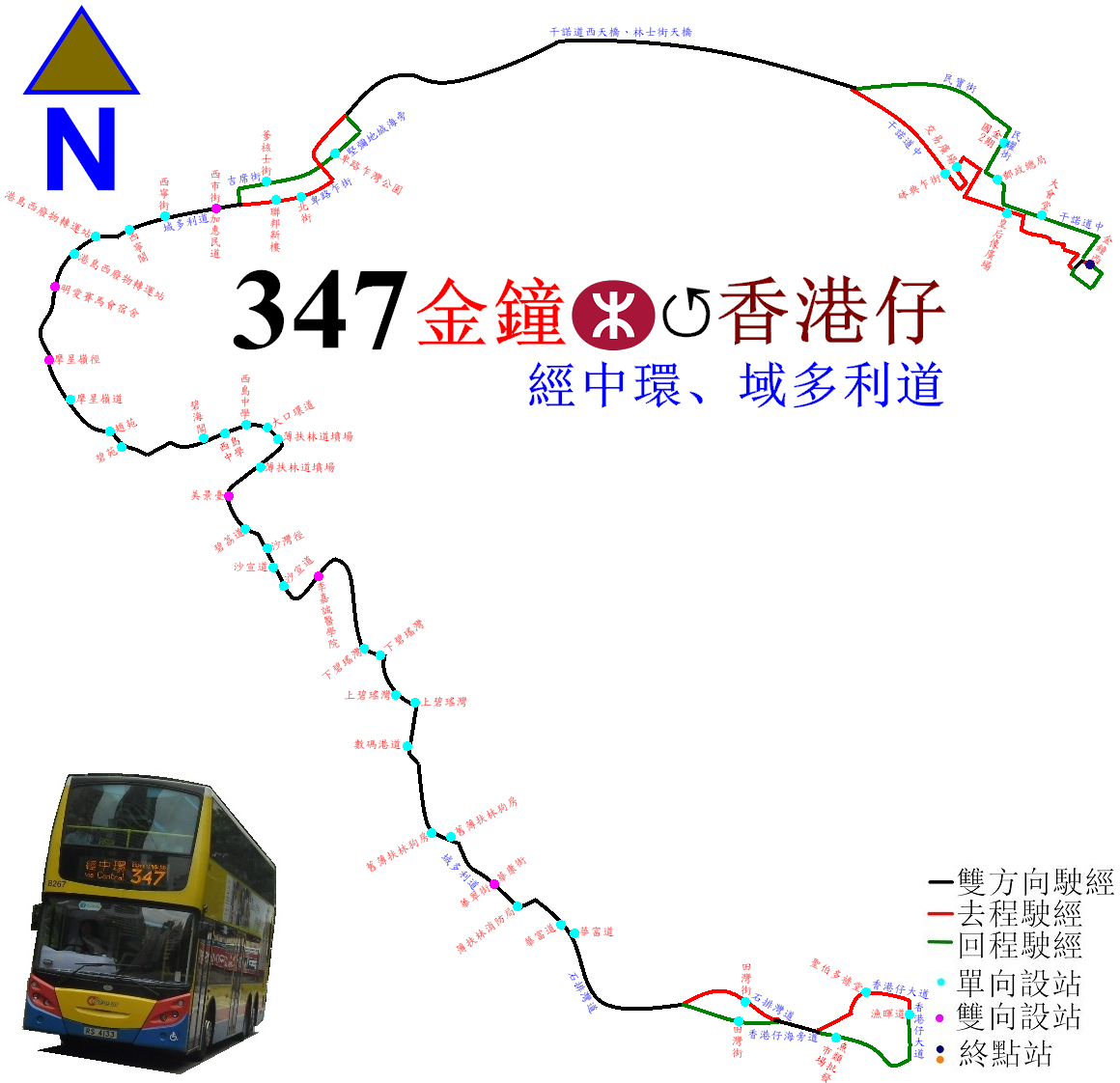
此線的走線圖

| 金鐘（西）開 | 金鐘（西）開                   | 金鐘（西）開             |
| 序號         | 車站名稱                       | 位置                     |
| ------------ | ------------------------------ | ------------------------ |
| 1            | 金鐘（西）                     | 金鐘（西）巴士總站       |
| 2            | 皇后像廣場                     | 干諾道中                 |
| 3            | 中環（交易廣場）               | 中環（交易廣場）巴士總站 |
| 4            | 砵典乍街                       | 干諾道中                 |
| 5            | 北街                           | 卑路乍街                 |
| 6            | 聯邦新樓                       | 卑路乍街                 |
| 7            | 加惠民道                       | 域多利道                 |
| 8            | 西寧閣                         | 域多利道                 |
| 9            | 港島西廢物轉運站               | 域多利道                 |
| 10           | 明愛賽馬會宿舍                 | 域多利道                 |
| 11           | 摩星嶺徑                       | 域多利道                 |
| 12           | 摩星嶺道                       | 域多利道                 |
| 13           | 趙苑                           | 域多利道                 |
| 14           | 碧海閣                         | 域多利道                 |
| 15           | 西島中學                       | 域多利道                 |
| 16           | 香港華人基督教聯會薄扶林道墳場 | 域多利道                 |
| 17           | 美景臺                         | 域多利道                 |
| 18           | 沙灣徑                         | 域多利道                 |
| 19           | 沙宣道                         | 域多利道                 |
| 20           | 香港大學李嘉誠醫學院           | 域多利道                 |
| 21           | 下碧瑤灣                       | 域多利道                 |
| 22           | 上碧瑤灣                       | 域多利道                 |
| 23           | 域多利道分區電力站             | 域多利道                 |
| 24           | 華翠街                         | 域多利道                 |
| 25           | 華富道                         | 石排灣道                 |
| 26           | 田灣街                         | 石排灣道                 |
| 27           | 聖伯多祿堂                     | 香港仔大道               |
| 28           | 漁暉道                         | 香港仔大道               |
| 29           | 香港仔魚類批發市場             | 香港仔海旁道             |
| 30           | 田灣街                         | 香港仔海旁道             |
| 31           | 華富道                         | 石排灣道                 |
| 32           | 薄扶林消防局                   | 域多利道                 |
| 33           | 華翠街                         | 域多利道                 |
| 34           | 域多利道分區電力站             | 域多利道                 |
| 35           | 數碼港道                       | 域多利道                 |
| 36           | 上碧瑤灣                       | 域多利道                 |
| 37           | 下碧瑤灣                       | 域多利道                 |
| 38           | 香港大學李嘉誠醫學院           | 域多利道                 |
| 39           | 沙宣道                         | 域多利道                 |
| 40           | 碧荔道                         | 域多利道                 |
| 41           | 美景臺                         | 域多利道                 |
| 42           | 香港華人基督教聯會薄扶林道墳場 | 域多利道                 |
| 43           | 大口環道                       | 域多利道                 |
| 44           | 西島中學                       | 域多利道                 |
| 45           | 碧苑                           | 域多利道                 |
| 46           | 摩星嶺徑                       | 域多利道                 |
| 47           | 明愛賽馬會宿舍                 | 域多利道                 |
| 48           | 港島西廢物轉運站               | 域多利道                 |
| 49           | 西寧街                         | 域多利道                 |
| 50           | 西市街                         | 域多利道                 |
| 51           | 爹核士街                       | 吉席街                   |
| 52           | 卑路乍灣公園                   | 堅尼地城海旁             |
| 53           | 國際金融中心二期               | 民耀街                   |
| 54           | 郵政總局                       | 康樂廣場                 |
| 55           | 大會堂                         | 干諾道中                 |
| 56           | 金鐘（西）                     | 金鐘（西）巴士總站       |

## 外部連結
- 城巴347線 （页面存档备份，存于）